# Colotois nigrata
Colotois nigrata är en fjärilsart som beskrevs av Schnaider 1950. Colotois nigrata ingår i släktet Colotois och familjen mätare. Inga underarter finns listade i Catalogue of Life.